# Andreas Scherer
Andreas Scherer est un ancien sauteur à ski allemand. 

## Biographie
Andreas Scherrer fait ses débuts en Coupe du monde le 30 décembre 1988, mais il n'inscrit aucun point au cours des trois premières années de sa carrière. Ce n'est qu'en 1991 qu'il marque son premier point avec une 15e place décrochée à Sapporo, au Japon. Deux semaines plus tard, il entre à nouveau dans les points, à Oberstdorf. Il participe également à partir de 1990 à la Coupe continentale et se classe notamment deuxième de l'épreuve par équipes de Planica, le seul podium de sa carrière. En janvier 1993, il obtient le meilleur résultat de sa carrière en Coupe du monde avec une 6e place à Garmisch-Partenkirchen. Lors de la tournée des quatre tremplins 1992-1993, il prend la 17e place du classement général final. La saison 1992-1993 est la mieux réussie pour Andreas Scherer en Coupe du monde, avec une 42e place finale. Il met fin à sa carrière en 1995.

## Palmarès

### Championnats du monde
| Épreuve / Édition | Épreuve / Édition | Falun 1993 |
| Petit Tremplin    | Petit Tremplin    | 29e        |

### Coupe du Monde
- Meilleur résultat sur une épreuve: 6e.
- Meilleur classement final: 42e en 1993.